# تصنیف نامه
تصنیف نامه (انگلیسی: song book)، مجموعه اشعاری است که برای موسیقی تنظیم شده‌است و حاوی اشعار آهنگ‌ها است.

## کتاب آهنگ
کتاب‌های شامل نت (موسیقی) برای اشعار با حداقل کلمات هستند.

## شعر و موسیقی
برخی از اشعار تصنیف‌ها به گونه‌ای است که بدون موسیقی هویت مستقل شعری ندارند مانند تصنیف «موسم گل» ساختهٔ عبدالحسین شهنازی در آواز دشتی.